# Jess Glynne
Jessica Hannah Glynne (London, 1989. október 20. –) Grammy-díjas angol énekesnő és dalszerző. 2013-ban lett nemzetközileg is ismert, miután leszerződött az Atlantic Records kiadóhoz, majd ő énekelte a Clean Bandit "Rather Be", valamint Route 94 "My Love" című dalát, amely dalok mindketten első helyet értek el a brit kislemezlistán. A Forbes magazin 2019-ben az egyik legbefolyásosabb 30 év alatti személyeként tartotta számon.
Debütáló albuma 2015-ben jelent meg I Cry When I Laugh címmel, és rögtön a brit albumlista (UK Albums Chart) élén nyitott, két kislemeze ("Hold My Hand" és "Don't Be So Hard on Yourself") pedig nemzetközileg is sikeresek lettek. Második nagylemeze, az "Always In Between" szintén első helyet ért el az albumlistán, és erről öt kislemez is listavezető lett hazájában ("I'll Be There", "These Days", "All I Am", "Thursday" és "One Touch"); Glynne ezzel az első brit női előadó lett, akinek hét kislemeze is első helyet ért el hazája kislemezlistáján. Harmadik albuma 2024-ben került piacra.
Pályafutása során egy Grammy-díja és 9 Brit Awards jelölése van.

## Diszkográfia

### Stúdióalbumok
- I Cry When I Laugh (2015)
- Always In Between (2018)
- Jess (2024)